# Little Simz
Simbiatu Simbi Abisola Abiola Ajikawo (Islington, London, 1994. február 23. –), művésznevén Little Simz, joruba származású brit-nigériai rapper, énekes és színésznő. Négy mixtape és öt középlemez kiadását követően, 2015 szeptemberében jelent meg A Curious Tale of Trials + Persons című debütáló albuma saját kiadóján keresztül. Második albuma, a Stillness in Wonderland 2016-ban jelent meg. Harmadik albumát, a Grey Areat (2019) jelölték a legjobb album kategóriában az Ivor Novello-díjátadón és az NME Awardson is, egy Mercury-díj mellett. Negyedik stúdióalbuma, a Sometimes I Might Be Introvert (2021) kritikai siker volt.

## Korai évek
Simbiatu Simbi Abisola Abiola Ajikawo 1994. február 23-án született London Islington kerületében, nigériai joruba szülők gyermekeként. Két idősebb testvére van. A Highbury Fields Középiskolában tanult, majd később a Westminster Kingsway College tanulója volt, mielőtt zenei karrierbe kezdett volna.

## Karrier

### Színészi karrier
A 2010-es Spirit Warriors BBC-sorozatban Vicky karakterét játszotta, illetve Meleka volt a Youngers című brit sorozatban.
Az Afrofuturism narrátoraként is dolgozott, illetve szerepelt a 2019-ben újraindított Top Boy sorozat harmadik évadában.

### Zenei karrier
Simz karrierje sokán sok mixtape-et és középlemezt is kiadott, mielőtt megjelent volna első stúdióalbuma. Ezek közé tartozott a Stratosphere (2010), a Stratosphere 2 (2011), az XY.Zed (2013), a Blank Canvas (2013), az E.D.G.E (2014) és az Age 101 sorozat.
Fellépett többek között olyan előadókkal, mint Estelle, Tinie Tempah, Ms. Dynamite és Kano, illetve olyan fesztiválokon, mint a Rising Tide, az iluvlive, az Industry Takeover (Urban Development) Hackney Empire, a Somerset House és a House of Lords. Adott koncertet a Royal Albert Hallban egy zenekarral.
Zenéje hallható a Leave to Remain filmben.
Olyan előadók ismerték el munkáját, mint Dizzee Rascal és Kendrick Lamar.
2016. december 16-án jelent meg második stúdióalbuma, a Stillness in Wonderland. Az Alice Csodaországban inspirálta és megjelent vele egy képregény és egy kiállítást is tartottak.
2017-ben ő volt a Gorillaz nyitóelőadója a Humanz Tour turné közben és a Garage Palace dal énekese volt az együttes Humanz albumán.
2018. szeptember 6-án kiadója, az AGE 101 aláírt egy szerződést az AWAL Recordingsszal, amely korábban népszerűsítette debütáló albumát, az A Curious Tale of Trials + Personst. 2020 júniusában hosszabbította meg ezt a szerződést.
2019. március 1-én kiadta harmadik albumát, a Grey Areat, amely kritikai sikernek örvendett, jelölték egy Mercury-díjra és nyert egy NME Awardot és egy Ivor Novello-díjat is.
2021. szeptember 3-án jelent meg negyedik stúdióalbuma, a Sometimes I Might Be Introvert, amely meghozta neki a sikert. A kritikusok méltatták a lemezt, a Metacritic 88-as értékelést adott neki 100 pontból.

## Magánélete
Ajikawo Londonban él, az Arsenal FC rajongója.
2018-ban meggyilkolták Harry Uzoka nevű barátját, amelynek következtében megírta a Wounds című dalát.
Fady Elsayed színész gyerekkori barátja

## Diszkográfia

### Stúdióalbumok
| Cím                                | Részletek | Slágerlista | Slágerlista | Slágerlista | Slágerlista | Slágerlista |
| Cím                                | Részletek | UK          | UK R&B      | UK Ind.     | AUS         | SCO         |
| ---------------------------------- | --- | ----------- | ----------- | ----------- | ----------- | ----------- |
| A Curious Tale of Trials + Persons | - Megjelent: 2015. szeptember 18. - Kiadó: Age 101 Music - Formátumok: CD, digitális letöltés, streaming                                   | —           | —           | —           | —           | —           |
| Stillness in Wonderland            | - Megjelent: 2016. december 16. - Kiadó: Age 101 Music - Formátumok: CD, digitális letöltés, streaming                                     | —           | —           | —           | —           | —           |
| Grey Area                          | - Megjelent: 2019. március 1. - Kiadó: Age 101 Music, AWAL - Formátumok: CD, digitális letöltés, streaming, hanglemez                      | 87          | 1           | 11          | —           | 82          |
| Sometimes I Might Be Introvert     | - Megjelent: 2021. szeptember 3. - Kiadó: Age 101 Music, AWAL - Formátumok: CD, digitális letöltés, streaming, hanglemez                   | 4           | 1           | 1           | 40          | 3           |
| No Thank You                       | - Megjelent: 2022. december 12. - Kiadó: Forever Living Originals, AWAL - Formátumok: CD, digitális letöltés, streaming, hanglemez         | —           | —           | —           | —           | —           |
| Lotus                              | - Megjelent: 2025. június 6. - Kiadó: Forever Living Originals, Little Simz Rap - Formátumok: CD, digitális letöltés, streaming, hanglemez | —           | —           | —           | —           | —           |

### Mixtape-ek
- Stratosphere (2010)
- Stratosphere 2 (2011)
- XY.Zed (2013)
- Blank Canvas (2013)

### Középlemezek
- E.D.G.E (2014)
- Age 101: Drop 1 (2014)
- Age 101: Drop 2 (2014)
- Age 101: Drop 3|000 (2014)
- Age 101: Drop 4 (2015)
- The Theory Of... (2015) (a SpaceAge3000-del)
- Age 101: Drop X (2015)
- Drop 6 (2020)

### KIslemezek

#### Fő előadóként
| Cím                                          | Év   | SLágerlista | Album                          |
| Cím                                          | Év   | BEL         | Album                          |
| -------------------------------------------- | ---- | ----------- | ------------------------------ |
| Offence                                      | 2018 | —           | Grey Area                      |
| Boss                                         | 2018 | —           | Grey Area                      |
| 101 FM                                       | 2018 | —           | Grey Area                      |
| Selfish (Cleo Sol közreműködésével)          | 2019 | —           | Grey Area                      |
| Venom                                        | 2019 | —           | Top Boy filmzene               |
| Introvert                                    | 2021 | 11          | Sometimes I Might Be Introvert |
| Woman (Cleo Sol közreműködésével)            | 2021 | —           | Sometimes I Might Be Introvert |
| Rollin Stone                                 | 2021 | —           | Sometimes I Might Be Introvert |
| I Love You, I Hate You                       | 2021 | —           | Sometimes I Might Be Introvert |
| Point and Kill (Obongjayar közreműködésével) | 2021 | —           | Sometimes I Might Be Introvert |

#### Közreműködő előadóként
| Cím (eredeti előadó)         | Év   | Album                  |
| ---------------------------- | ---- | ---------------------- |
| Cuckoo (Raleigh Ritchie)     | 2014 | nem jelent meg albumon |
| Bad Dreams (Joywave)         | 2015 | How Do You Feel Now?   |
| The Nest (Faze Miyake)       | 2015 | Faze Miyake            |
| So Human (Rosie Lowe)        | 2016 | Control                |
| Back to My Love (Becky Hill) | 2016 | Eko EP                 |
| Far Cry (Jack Garratt)       | 2016 | Phase                  |
| The Book (OTG)               | 2017 | Garden of Osiris – EP  |
| Garage Palace (Gorillaz)     | 2017 | Humanz                 |
| Proud of Me (Mahalia)        | 2018 | nem jelent meg albumon |
| Favourites (The S.L.P.)      | 2019 | The S.L.P.             |

### Vendégszereplések
| Cím                     | Év   | További előadók                                 | Album                            |
| ----------------------- | ---- | ----------------------------------------------- | -------------------------------- |
| Get This in Check       | 2013 |                                                 | Youngers, Part 1                 |
| The Drop                | 2014 | Nick Brewer                                     | Four Miles Further – EP          |
| Table                   | 2016 | Kehlani                                         | nem jelent meg albumon           |
| Location (London Remix) | 2017 | Khalid                                          | nem jelent meg albumon           |
| Indie Girls             | 2017 | Jesse Boykins III, Kilo Kish                    | Bartholomew                      |
| DBT Remix               | 2018 | Lioness, Lady Leshurr, Queenie, Shystie & Stush | nem jelent meg albumon           |
| Rewind Time             | 2018 | VanJess                                         | Silk Canvas                      |
| King                    | 2018 | Ghetts                                          | Ghetto Gospel: The New Testament |
| 3WW (OTG Version)       | 2018 | alt-J                                           | Reduxer                          |
| Pink Youth              | 2019 | Yuna                                            | Rouge                            |

## Turnék
- AGE101 DROP THE WORLD (2015)
- Welcome To Wonderland (2017–2018)
- Grey Area Tour (2019)

## Filmográfia
| Év   | Cím             | Szerep                                               | Jegyzetek       |
| ---- | --------------- | ---------------------------------------------------- | --------------- |
| 2010 | Spirit Warriors | Vicky                                                | sorozat         |
| 2012 | Rázós környék   | Fiatal gyanúsított a vasútállomáson (Lil Simz néven) |                 |
| 2013 | Youngers        | Meleka                                               | E4-sorozat      |
| 2019 | Top Boy         | Shelley                                              | Netflix-sorozat |
| TBA  | The Power       | Adunola                                              | sorozat         |

## Díjak és jelölések
| Év   | Díjátadó              | Kategória                              | Jelölt/Munka                  | Eredmény | For.   |
| ---- | --------------------- | -------------------------------------- | ----------------------------- | -------- | ------ |
| 2017 | MOBO Awards           | Legjobb női előadó                     | Önmaga                        | Jelölve  | [ 34 ] |
| 2017 | MOBO Awards           | Legjobb hiphopelőadó                   | Önmaga                        | Jelölve  | [ 34 ] |
| 2018 | UK Music Video Awards | Legjobb Dance-videó - UK               | Garage Palace (a Gorillazzal) | Jelölve  | [ 35 ] |
| 2019 | IMPALA Awards         | Az év albuma                           | Grey Area                     | Jelölve  | [ 20 ] |
| 2019 | Mercury Prize         | Az év albuma                           | Grey Area                     | Jelölve  | [ 36 ] |
| 2020 | Ivor Novello-díj      | Legjobb album                          | Grey Area                     | Elnyerte | [ 21 ] |
| 2020 | NME Awards            | Legjobb brit album                     | Grey Area                     | Elnyerte | [ 22 ] |
| 2020 | NME Awards            | A világ legjobb albuma                 | Grey Area                     | Jelölve  | [ 22 ] |
| 2020 | MOBO Awards           | Legjobb album (2017-2019)              | Grey Area                     | Jelölve  | [ 37 ] |
| 2021 | BET Hip Hop Awards    | Legjobb nemzetközi flow                | Önmaga                        | Elnyerte |        |
| 2021 | UK Music Video Awards | Legjobb hiphop / grime / rapvideó - UK | Introvert                     | Függőben | [ 38 ] |
| 2021 | UK Music Video Awards | Legjobb vágás egy videóban             | Introvert                     | Függőben | [ 38 ] |
| 2021 | UK Music Video Awards | Legjobb koreográfia egy videóban       | Introvert                     | Függőben | [ 38 ] |
| 2021 | UK Music Video Awards | Legjobb styling egy videóban           | Woman                         | Függőben | [ 38 ] |
| 2021 | UK Music Video Awards | Legjobb smink és haj egy videóban      | Woman                         | Függőben | [ 38 ] |